# Gronowo (zniesiona osada leśna)
Gronowo (niem. Waldhaus Grunau, Forsthaus Grunau) – opuszczona osada leśna, nazwa zniesiona w Polsce, położona w województwie warmińsko-mazurskim, w powiecie mrągowskim, w gminie Mrągowo.
W latach 1975–1998 miejscowość administracyjnie należała do województwa olsztyńskiego.
Nazwa miejscowości została zniesiona z 2022 r.
W publikacji Mrągowo. Z dziejów miasta i powiatu. Pojezierze, Olsztyn, 1975, na stronie 155 używa nazwy Gronkówko, Według księgi czynszowej z roku 1414 Gronowo należało do dóbr rycerskich, które później obejmowały jeszcze leśną enklawę liczącą pięć włók z gajówką Gronówko, położoną na zachód od jeziora Karw.. W zestawieniu sołectw na 422: Sołectwo: Wólka Bagnowska, Miejscowości: leśniczówka Gronowo, wieś Wólka Bagnowska.